# Quinta riunione degli scienziati italiani
La Quinta riunione degli scienziati italiani fu un incontro dei principali studiosi provenienti dai diversi Stati della penisola italiana svoltosi a Lucca nel 1843.

## Aspetti storici
Per la quinta riunione Carlo Luciano Bonaparte aveva in mente la città di Modena, dove si trovava l'Accademia italiana delle scienze detta dei XL ma il Duca Francesco IV negò categoricamente il suo patrocinio. Andò male anche con Parma, la seconda scelta, così alla fine si decise di ripiegare sul Ducato di Lucca.
Lucca aveva una piccola università con sole tre facoltà di carattere scientifico e legale, la mancanza di una sede prestigiosa fece sì che il congresso venisse considerato fin dai suoi esordi un evento di minore rilievo, quasi di transizione. Nonostante ciò il dispiegamento delle forze dell'ordine fu massiccio in quanto si era sparsa la notizia, rivelatasi poi infondata, che la Giovine Italia di Mazzini volesse organizzare una vera e propria rivoluzione con l'obiettivo di invadere il Granducato.

## Sezioni
Il presidente generale fu Antonio Mazzarosa. Il segretario generale fu Luigi Pacini.

### Agronomia e tecnologia
Furono nominati presidente Gherardo Freschi e vicepresidente Luigi Serristori.
Il segretario fu Bonaiuto Paris Sanguinetti.

### Geologia, mineralogia e geografia
Furono nominati presidente Lorenzo Pareto e vicepresidente Achille De Zigno.
Il segretario fu Leopoldo Pilla.

### Zoologia, anatomia comparata e fisiologia
Furono nominati presidente Carlo Luciano Bonaparte e vicepresidente Carlo Bassi.
Il segretario fu Timoteo Riboli.

### Botanica e fisiologia vegetale
Fu nominato presidente Bartolomeo Biasoletto.
I segretari furono Luigi Masi e Ettore Celi.

### Fisica, chimica e scienze matematiche
Furono nominati presidente Gaetano Giorgini e vicepresidente Ferdinando Tartini.
I segretari furono Giovanni Maria Lavagna e Luigi Giorgi.
Per la sottosezione di Chimica fu nominato presidente Gioacchino Taddei; il segretario fu Luigi Calamai.

### Medicina
Furono nominati presidente Carlo Speranza e vicepresidente Salvatore De Renzi.
I segretari furono Girolamo Cioni e Antonio Salvagnoli Marchetti.
Per la sottosezione di Chirurgia fu nominato vicepresidente Carlo Burci; il segretario fu Giuseppe Secondi.

## Iniziative

### Medaglia commemorativa

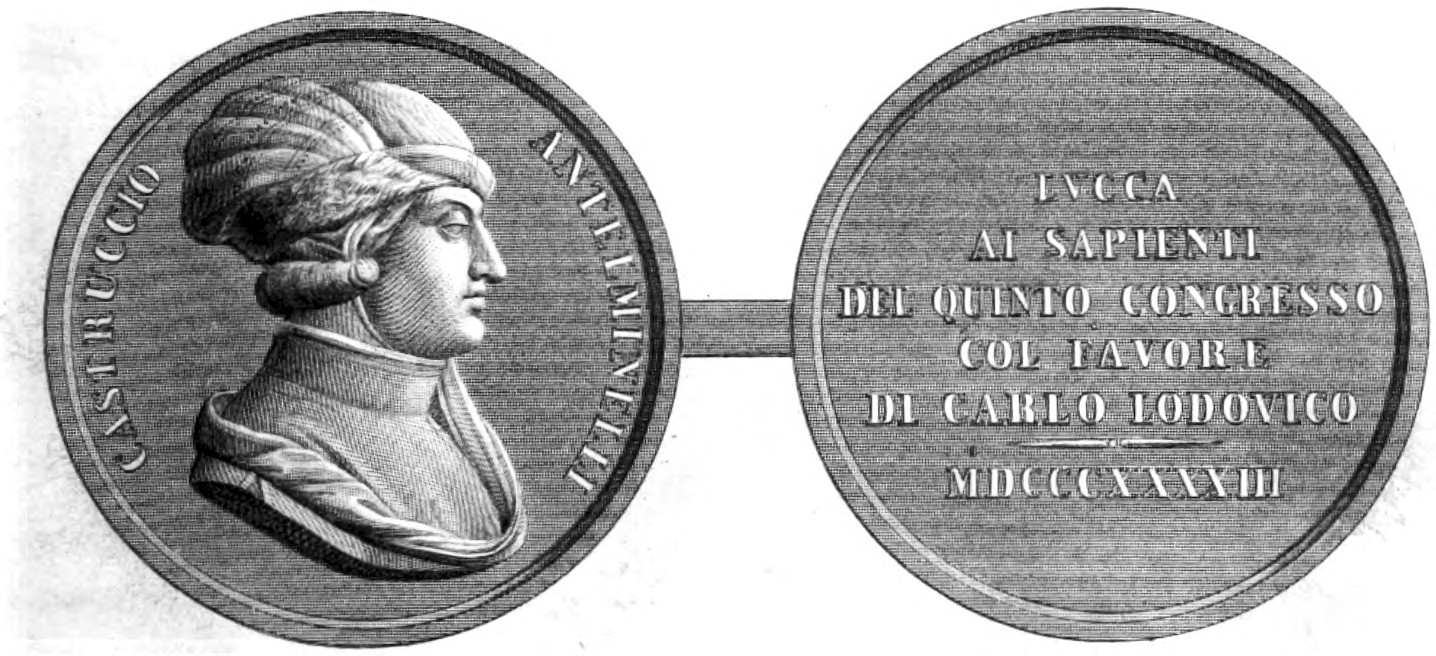
Raffigurazione della medaglia

In occasione della riunione venne distribuita ai partecipanti una medaglia commemorativa.
- Dritto: CASTRVCCIO ANTELMINELLI Busto a destra con cappuccio piumato.
Sotto: G. GIROMETTI·F.
- Rovescio: Nel campo su sei righe con fregio tra la quinta e la sesta: LVCCA / AI SAPIENTI / DEL QVINTO CONGRESSO / COL FAVORE / DI CARLO LODOVICO / MDCCCXXXXIII

### Guida di Lucca
Agli scienziati venne distribuita la pubblicazione Guida di Lucca e dei luoghi più importanti del Ducato pubblicata appositamente per il congresso.